# Joo Woo-jae
Joo Woo-jae (en hangul, 주우재) es un actor y modelo surcoreano.

## Biografía
Comenzó sus estudios en ingeniería mecánica en la Universidad Hongik, sin embargo la abandonó cuando comenzó a trabajar como modelo.

## Carrera
Es miembro de la agencia YG Entertainment (YG 엔터테인먼트). Como modelo es parte de la agencia YGKPlus (YG케이플러스).
Es el propietario de "SIESTA", una marca de ropa masculina para la que también modela.
En octubre de 2018 se unió al elenco de la serie Love Alert (también conocida como "Fluttering Warning") donde interpretó al actor Sung Hoon, el mejor amigo de Yoon Yoo-jung (Yoon Eun-hye), de quien está enamorado.
El 2 de enero de 2019 se unió al elenco principal de la serie Best Chicken donde dio vida a Andrew Kang, un chef una vez prometedor que después de encontrarse con un trágico accidente, se queda sin hogar, hasta el final de la serie el 7 de febrero del mismo año.
El 10 de noviembre del 2020 se unió al elenco de la serie Please Don't Go See Him (también conocida como "Please Don't Date Him") donde interpretó al guapo dentista Han Yoo-jin, de quien Moon Ye-seul (Yoon Bo-mi) se enamora a primera vista.
El 7 de octubre de 2021 se unió al elenco principal de la serie Peng (también conocida como "Fang") donde dio vida a Ki Seon-je, el CEO de la marca de moda para la que trabaja Go Sa-ri, un tipo casi perfecto con apariencia y habilidades, que muestra calidez en sus acciones aunque a veces parece frío.

## Filmografía

### Series de televisión
| Año     | Título                                  | Personaje                 | Notas                      | Ref.   |
| ------- | --------------------------------------- | ------------------------- | -------------------------- | ------ |
| 2015    | We Broke Up                             | -                         | Serie web, ep. 8           |        |
| 2016    | Wanted                                  | Invitado de "Kiss&Talk"   | Ep. 1                      |        |
| 2016-17 | I'm Not A Girl Anymore                  | Han Seung-joon            | Serie web                  |        |
| 2017    | Part-Time Idol                          | Presentador de "Inkigayo" | Ep. 5                      |        |
| 2018    | Come and Hug Me                         | Kang Yoon-sung            |                            |        |
| 2018    | Love Alert                              | Sung Hoon                 | 16 episodios               |        |
| 2019    | Best Chicken                            | Andrew Kang               | 12 episodios               |        |
| 2020    | School Strange Stories: 8th Anniversary | Kang Min-goo              | 2 episodios                | [ 11 ] |
| 2020    | Please Don't Go See Him                 | Han Yoo-jin               |                            |        |
| 2021    | Peng                                    | Ki Seon-je                | 10 episodios               | [ 12 ] |
| 2023    | Nam-soon, una chica superfuerte         | Un sintecho               |                            | [ 13 ] |
| 2023    | My Dearest                              | Granjero                  | Aparición especial, ep. 12 | [ 14 ] |

### Películas
| Año  | Título           | Personaje | Notas | Ref.          |
| ---- | ---------------- | --------- | --- | ------------- |
| 2016 | 숨길 수 없어요   | 우재      | |               |
| 2019 | Miss & Mrs. Cops | Phillip   | Junto a Ra Mi-ran, Lee Sung-kyung, Yoon Sang-hyun, Choi Soo-young, Wi Ha-joon, Kim Do-wan, Ahn Jae-hong y Jeon Seok-ho | [ 15 ] [ 16 ] |

### Programas de variedades
| Año                        | Título                                                | Notas                                                                               |
| -------------------------- | ----------------------------------------------------- | ----------------------------------------------------------------------------------- |
| 2015                       | Mr.CHU: Season 1 (미스터츄 시즌1)                     | 20 episodios - miembro                                                              |
| 2016                       | King of Mask Singer                                   | (ep. 89) - concursó como "Do Re Mi Fa Sol La Si Do Piano Man"                       |
| 2016                       | Mr.CHU: Season 2 (미스터츄 시즌2)                     | 10 episodios - miembro                                                              |
| 2016                       | Replies That Make Us Flutter (상상극장 우.설.리)      | 2 episodios - miembro                                                               |
| 2016                       | Event King (이달의 행사왕)                            | 2 episodios - miembro                                                               |
| 2016, 2017                 | Video Star                                            | (ep. 2, 52) - invitado                                                              |
| 2017                       | Hip Hop Tribe 2: Game of Thrones (힙합의 민족 시즌 2) | concursante - miembro del equipo "Hi-Lite House"                                    |
| 2017                       | Singing Battle (노래싸움 - 승부)                      | (ep. 12-13) - miembro del equipo de Tony An                                         |
| 2017                       | Mr.CHU: Season 3 (미스터츄 시즌3)                     | 21 episodios - miembro                                                              |
| 2017                       | I Can See Your Voice: Season 4                        | ep. 6 - panelista invitado                                                          |
| 2018                       | It’s Okay To Go a Little Crazy                        | invitado                                                                            |
| 2018                       | Love Naggers 3 (연애의 참견)                          | 26 episodios - miembro                                                              |
| 2018 - 2019                | Love Naggers 2 (연애의 참견 시즌2)                    | 72 episodios - miembro                                                              |
| 2019                       | Love Me Actually (호구의 연애)                        |                                                                                     |
| 2019                       | The Ranksters (뭐든지 프렌즈)                         | ep. 3 - invitado                                                                    |
| 2019                       | Five Cranky Brothers                                  | miembro                                                                             |
| 2020                       | Wanna Be Singers                                      | miembro                                                                             |
| 2019 - presente 2016, 2017 | Problematic Men                                       | (ep. 212 - presente) - miembro (ep. 66, 68-69, 74-75, 77, 104, 132, 133) - invitado |
| 2020 - presente            | Love Naggers 3 (연애의 참견 시즌3)                    | miembro                                                                             |

### Presentador
| Año  | Evento                                   | Notas                    |
| ---- | ---------------------------------------- | ------------------------ |
| 2020 | 2020 Mnet Asian Music Awards (2020 MAMA) | presentador de categoría |

### Radio
| Año             | Programa                  | Notas |
| --------------- | ------------------------- | ----- |
| 2014 - 2015     | Volume Up (볼륨을 높여요) |       |
| 2014 - presente | 그대, 모든 짐을 내게      |       |

### Apariciones en videos musicales
| Año  | Artista(s)                                 | Canción                   | Notas                        |
| ---- | ------------------------------------------ | ------------------------- | ---------------------------- |
| 2015 | Yoo Se-yoon ft. Lee Hae-yong & Song Da-hye | "We Fought" (우리 싸웠어) | apareció en el video musical |
| 2015 | Yoo Se-yoon ft. Jay Park & NiiHWA (니화)   | "중2병"                   | apareció en el video musical |
| 2016 | Yoon Jong-shin & Minseo (민서)             | "First" (처음)            | apareció en el video musical |
| 2017 | Jung Joon-young ft. Jang Hye-jin           | "Me and You" (나와 너)    | apareció en el video musical |

## Premios y nominaciones
| Año  | Premios                                             | Categoría                           | Trabajo | Resultado |
| ---- | --------------------------------------------------- | ----------------------------------- | ------- | --------- |
| 2019 | 2019 Asian Modeling Award (2019 아시아 모델 어워즈) | New Star Award (연기자 부문 신인상) | -       | Ganó      |
| 2019 | 2020 Korea First Brand Award                        | Model-tainer                        | -       | Ganó      |
| 2020 | Asia Model Award                                    | Fashionista Award                   | -       | Ganó      |